# Артюнин, Артём
Артём Артюнин (эст. Artjom Artjunin; 24 января 1990, Таллин) — эстонский футболист, центральный защитник. Также может сыграть на позиции левого защитника или опорника. Выступал за национальную сборную Эстонии.

## Биография

### Клубная карьера
Воспитанник таллинской «Левадии», с 2004 году выступал за команду в юношеском чемпионате Эстонии, а с 2006 года играл за её фарм-клубы на взрослом уровне. В 2009 году был отдан в аренду в «Таммеку», в её составе дебютировал в высшей лиге Эстонии 8 августа 2009 года в матче против «Левадии», а 19 сентября 2009 года забил первый гол на высшем уровне в ворота таллинского «Калева». Вернувшись в «Левадию», в 2010 году сыграл первый матч за основной состав команды, со временем стал твёрдым игроком основы и за следующие пять сезонов провёл более 100 матчей.
В конце 2014 года перешёл в румынский «Брашов», но не смог стать игроком основы, сыграв только три матча в чемпионате Румынии. Осенью 2015 года снова играл за «Левадию», затем перешёл в польскую «Медзь» из первого дивизиона, но и там не смог стать основным игроком, сыграв только четыре матча. Сезон 2017 года снова провёл в «Левадии».
Весной 2018 года выступал за таллинский «Калев». Летом 2018 года перешёл в болгарский «Этыр», где провёл полтора сезона. В 2020—2021 годах играл за таллинский «Легион», затем в очередной раз вернулся в «Левадию».

### Карьера в сборной
Выступал за сборные Эстонии младших возрастов, провёл более 40 матчей.
В национальной сборной Эстонии дебютировал 15 ноября 2013 года в товарищеском матче против Азербайджана. Последний на данный момент матч сыграл 27 декабря 2014 года против Катара. Всего в 2013—2014 годах сыграл 6 матчей за национальную команду, голов не забивал. В 2015 и осенью 2018 года снова вызывался в сборную, но на поле не выходил.

## Достижения
- Чемпион Эстонии (2): 2013, 2014
- Серебряный призёр чемпионата Эстонии (4): 2010, 2012, 2015, 2017
- Обладатель Кубка Эстонии (3): 2010, 2012, 2014
- Обладатель Суперкубка Эстонии (2): 2010, 2013